# Alicante Recreation Club
El Alicante Recreation Club fue un club de futbol de Alicante (en la provincia de Alicante) fundado en 1908 y fue disuelto en 1910 para ser substituido por el Lucentum FC.

## Historia
Se crea con el nombre de Club Athlético de Alicante a mediados de abril de 1908, luego el 20 de agosto del mismo año se cambió a su nombre actual.El campo de juego estaba situado en las cercanías de la estación MZA de Alicante, en la calle Maisonnave. El 20 de octubre de 1909 se acuerda la fusión con el Sporting Club Lucentino (1904). El proyecto se gestó con José Muñoz Gomis, socio propietario del Sporting Lucentino, sus jugadores se fueron al Alicante Recreation Club. En julio de 1909 fue invitado a jugar en un torneo previo a la exposición regional para ver qué club valenciano se enfrentaría al F.C. Barcelona, C.D. Español y Sociedad Gimnástica Española, al final se enfrentaría el  FC Valencia.

### Partidos de Futbol
Para las Fiestas de Murcia, el Murcia FC invita al Alicante Recreation club para jugar un partido de futbol, se celebra el primer partido documentado del club (aparte de los partidos de los socios y el que se jugó contra el FC Valencia). Gana el Alicante con un resultado de 16-1. A su vez, el Murcia regresa el encuentro en Alicante el día 4 de abril de 1910 y ganan los alicantinos 5-1.

### Disolución
El 8 de mayo de 1910 decide entrar a la Asociación Madrileña de Clubs de Foot-Ball  creada en Madrid. En verano de ese mismo año sería disuelto el Alicante Recreation Club y sería substituido por el Lucentum FC, sería presidido por uno de los antiguos socios propietarios del Recreation, Demetrio Poveda.